# Der Name der Rose (Fernsehserie)
Der Name der Rose (Originaltitel italienisch  Il nome della rosa bzw. englisch The Name of the Rose) ist eine internationale koproduzierte englischsprachige Fernsehserie, basierend auf dem gleichnamigen internationalen Bestseller-Roman von Umberto Eco. Das Buch wurde im Jahr 1986 zum ersten Mal verfilmt.

## Handlung
Der Franziskaner William von Baskerville soll im Jahr 1327 mit seinem Adlatus, dem Novizen Adson, an einem theologischen Disput teilnehmen, der in einer Abtei der Benediktiner im Apennin stattfindet. Als sich Morde an den Mönchen im Kloster ereignen, bittet der Abt den Franziskaner um seine Hilfe.

## Veröffentlichung
Die Serie, produziert von der italienischen Produktionsfirma Palomar mit internationalem Vertrieb der deutschen Tele München Gruppe, startete bei Rai 1, der die Serie im November 2017 in Auftrag gab, am 4. März 2019. Im deutschsprachigen Raum war die vollständige Serie seit dem 24. Mai 2019 sowohl in der originalen als auch in der synchronisierten Fassung bei Sky Deutschland zu sehen. Die Erstausstrahlung der Serie im deutschen Free-TV erfolgte am Osterwochenende 2020 vom Karfreitag, dem 10. April, bis zum Ostermontag, dem 13. April, täglich in Doppelfolgen auf dem Privatsender ServusTV in HD und SD sowie in dessen Mediathek.

## Besetzung
Die Synchronisation der Serie wurde bei der Studio Hamburg Synchron nach einem Dialogbuch und unter der Dialogregie von Marc Boettcher erstellt.
| Figur                   | Darsteller           | Synchronsprecher         |
| ----------------------- | -------------------- | ------------------------ |
| William von Baskerville | John Turturro        | Stefan Fredrich          |
| Adson von Melk          | Damian Hardung       | Damian Hardung           |
| Bernardo Gui            | Rupert Everett       | Tom Vogt                 |
| Der Abt                 | Michael Emerson      | Peter Reinhardt          |
| Das Mädchen             | Nina Fotaras         |                          |
| Baron von Neuenberg     | Sebastian Koch       | Sebastian Koch           |
| Jorge                   | James Cosmo          | Axel Lutter              |
| Malachia                | Richard Sammel       | Richard Sammel           |
| Remigio da Varagine     | Fabrizio Bentivoglio | Engelbert von Nordhausen |
| Anna                    | Greta Scarano        |                          |
| Salvatore               | Stefano Fresi        | Lutz Schnell             |
| Severinus               | Piotr Adamczyk       | Peter Flechtner          |
| Benno von Uppsala       | Benjamin Stender     | Fabian Hollwitz          |

## Kritik
„Von der inhaltlichen Vielschichtigkeit von Ecos Roman schimmert in der Adaption wenig durch; die Serie reduziert die Vorlage weitgehend auf den Krimiplot und schafft es nicht, diesem die gebotene Suspense zu verleihen. Ein relativ blasser Hauptdarsteller und eine trotz des Produktionsaufwandes oft steril wirkende Umsetzung der mittelalterlichen Welt schränken das Vergnügen an der Serie ebenfalls ein. Extrem dialoglastig, auffällig spröde inszeniert und ohne jeden künstlerischen Mehrwert plätschert sie acht Episoden lang vor sich hin.“